# Championnat du Chili féminin de football 2022
Navigation
Édition précédente Édition suivante
Le Championnat du Chili féminin de football 2022 (Primera División de Fútbol Femenino 2022) est la vingt-troisième saison du championnat chilien. L'Universidad de Chile défend son titre.

## Organisation
Les quinze équipes disputent une première phase dans une poule unique, où elles s'affrontent chacune une seule fois. À l'issue de cette première phase, les huit meilleures équipes sont placées dans un groupe A tandis que les sept autres sont reversées dans un groupe B. 
Lors de la deuxième phase, les quatre meilleures équipes du groupe A se qualifient pour la phase finale, un tournoi à élimination directe. 
Les deux dernières équipes du groupe B sont reléguées, et la 4e et la 5e s'affrontent dans un barrage pour le maintien. 

## Équipes engagées
| \| Santiago: Audax Italiano Colo-Colo Palestino Santiago Morning Universidad Católica Universidad de Chile Deportes Iquique Antofagasta Everton Santiago Fernández Vial Universidad de Concepción Huachipato O'Higgins Deportes Temuco Deportes Puerto Montt \| Localisation des clubs engagés. |
| Santiago: Audax Italiano Colo-Colo Palestino Santiago Morning Universidad Católica Universidad de Chile Deportes Iquique Antofagasta Everton Santiago Fernández Vial Universidad de Concepción Huachipato O'Higgins Deportes Temuco Deportes Puerto Montt                                       |

| Club                      | Région          | Ville        | Résultats en 2021 |
| ------------------------- | --------------- | ------------ | ----------------- |
| Deportes Antofagasta      | Antofagasta     | Antofagasta  | 1/4 de finale     |
| Audax Italiano            | Santiago        | La Florida   | 6e gr B           |
| Colo-Colo                 | Santiago        | Macul        | 1/2 finale        |
| Everton                   | Valparaíso      | Viña del Mar | 5e gr B           |
| Fernández Vial            | Biobío          | Concepción   | 1/4 de finale     |
| CD Huachipato             | Biobío          | Concepción   | Promu             |
| Deportes Iquique          | Tarapacá        | Iquique      | 5e gr A           |
| CD O'Higgins              | O'Higgins       | Rancagua     | Promu             |
| Palestino                 | Santiago        | La Cisterna  | 1/2 finale        |
| Deportes Puerto Montt     | Région des Lacs | Puerto Montt | 6e gr A           |
| Santiago Morning          | Santiago        | Recoleta     | Finale            |
| Deportes La Serena        | Coquimbo        | La Serena    | 7e gr A           |
| Universidad Católica      | Santiago        | Las Condes   | 1/4 de finale     |
| Universidad de Chile      | Santiago        | Ñuñoa        | Champion          |
| Universidad de Concepción | Biobío          | Concepción   | 1/4 de finale     |

## Compétition

### Première phase
La première phase du tournoi débute le 5 mars 2022.
| Rang | Équipe                    | Pts | J  | G  | N | P  | Bp | Bc | Diff |
| ---- | ------------------------- | --- | -- | -- | - | -- | -- | -- | ---- |
| 1    | Santiago Morning          | 42  | 14 | 14 | 0 | 0  | 61 | 3  | +58  |
| 2    | Colo-Colo                 | 36  | 14 | 12 | 0 | 2  | 48 | 4  | +44  |
| 3    | Universidad de Chile T    | 34  | 14 | 11 | 1 | 2  | 61 | 6  | +55  |
| 4    | Fernández Vial            | 29  | 14 | 9  | 2 | 3  | 33 | 11 | +22  |
| 5    | Universidad de Concepción | 21  | 14 | 6  | 3 | 5  | 21 | 18 | +3   |
| 6    | Palestino                 | 21  | 14 | 6  | 3 | 5  | 21 | 20 | +1   |
| 7    | Universidad Católica      | 19  | 14 | 5  | 4 | 5  | 22 | 25 | -3   |
| 8    | Audax Italiano            | 19  | 14 | 5  | 4 | 5  | 25 | 33 | -8   |
| 9    | Puerto Montt              | 19  | 14 | 6  | 1 | 7  | 19 | 28 | -9   |
| 10   | Iquique                   | 18  | 14 | 5  | 3 | 6  | 26 | 28 | -2   |
| 11   | O'Higgins                 | 15  | 14 | 5  | 0 | 9  | 21 | 50 | -29  |
| 12   | Everton                   | 12  | 14 | 3  | 3 | 8  | 18 | 40 | -22  |
| 13   | Antofagasta               | 8   | 14 | 2  | 2 | 10 | 18 | 36 | -18  |
| 14   | La Serena                 | 5   | 14 | 1  | 2 | 11 | 12 | 62 | -50  |
| 15   | Huachipato                | 3   | 14 | 1  | 0 | 13 | 10 | 52 | -42  |

### Deuxième phase

#### Groupe A
Les équipes se rencontrent une fois, les quatre premiers sont qualifiés pour le tournoi final.
| Rang | Équipe                    | Pts | J | G | N | P | Bp | Bc | Diff |
| ---- | ------------------------- | --- | - | - | - | - | -- | -- | ---- |
| 1    | Universidad de Chile T    | 18  | 7 | 6 | 0 | 1 | 26 | 4  | +22  |
| 2    | Colo-Colo                 | 16  | 7 | 5 | 1 | 1 | 19 | 5  | +14  |
| 3    | Santiago Morning          | 16  | 7 | 5 | 1 | 1 | 20 | 7  | +13  |
| 4    | Fernández Vial            | 15  | 7 | 5 | 0 | 2 | 10 | 5  | +5   |
| 5    | Palestino                 | 6   | 7 | 2 | 0 | 5 | 9  | 15 | -6   |
| 6    | Universidad de Concepción | 4   | 7 | 1 | 1 | 5 | 5  | 17 | -12  |
| 7    | Audax Italiano            | 4   | 7 | 1 | 1 | 5 | 9  | 28 | -19  |
| 8    | Universidad Católica      | 3   | 7 | 1 | 0 | 6 | 7  | 24 | -17  |

#### Groupe B
Les équipes se rencontrent une fois, les trois premiers se maintiennent en première division. Le 4e et le 5e disputent les barrages de maintien, le perdant est relégué. Les 6e et 7e sont relégués directement.
| Rang | Équipe       | Pts | J | G | N | P | Bp | Bc | Diff |
| ---- | ------------ | --- | - | - | - | - | -- | -- | ---- |
| 1    | Antofagasta  | 18  | 6 | 6 | 0 | 0 | 16 | 5  | +11  |
| 2    | O'Higgins    | 12  | 6 | 4 | 0 | 2 | 14 | 11 | +3   |
| 3    | Puerto Montt | 7   | 6 | 2 | 2 | 2 | 12 | 6  | +6   |
| 4    | Everton      | 7   | 6 | 2 | 1 | 3 | 10 | 11 | -1   |
| 5    | Iquique      | 7   | 6 | 2 | 1 | 3 | 10 | 13 | -3   |
| 6    | Huachipato   | 5   | 6 | 1 | 2 | 3 | 4  | 10 | -6   |
| 7    | La Serena    | 3   | 6 | 1 | 0 | 5 | 6  | 16 | -10  |

### Phase finale
La finale se joue le 17 décembre 2022 sur un seul match.
|  | Demi-finales         | Demi-finales         | Demi-finales | Demi-finales |                      |                      | Finale | Finale | Finale | Finale |
|  |                      |                      |              |              |                      |                      |        |        |        |        |
|  |                      |                      |              |              |                      |                      |        |        |        |        |
|  | Universidad de Chile | Universidad de Chile | 2            | 2            |                      |                      |        |        |        |        |
|  | Universidad de Chile | Universidad de Chile | 2            | 2            |                      |                      |        |        |        |        |
|  | Fernández Vial       | Fernández Vial       | 0            | 1            |                      |                      |        |        |        |        |
|  | Fernández Vial       | Fernández Vial       | 0            | 1            | Universidad de Chile | Universidad de Chile | 0      | 0      |        |        |
|  |                      |                      |              |              | Universidad de Chile | Universidad de Chile | 0      | 0      |        |        |
|  |                      |                      | Colo-Colo    | Colo-Colo    | 1                    | 1                    |        |        |        |        |
|  | Colo-Colo            | Colo-Colo            | Colo-Colo    | Colo-Colo    | 1                    | 1                    | 2      | 1      |        |        |
|  | Colo-Colo            | Colo-Colo            |              |              |                      |                      |        | 1      |        |        |
|  | Santiago Morning     | Santiago Morning     | 1            | 1            |                      |                      |        |        |        |        |
|  | Santiago Morning     | Santiago Morning     | 1            | 1            |                      |                      |        |        |        |        |

Légende des couleurs
- Qualification pour la finale
- Champion

### Barrage pour le maintien
Iquique remporte les deux rencontres contre Everton deux buts à un et se maintient en première division. Everton est relégué.

## Statistiques individuelles

### Meilleures buteuses
|    | Joueuse               | Club                 | Buts |
| -- | --------------------- | -------------------- | ---- |
| 1. | Sonya Keefe (es)      | Universidad de Chile | 26   |
| 2. | Ysaura Viso (en)      | Colo-Colo            | 21   |
| 3. | Thiare Parraguez      | CD O'Higgins         | 20   |
| 4. | Yenny Acuña           | Santiago Morning     | 17   |
| 5. | Rebeca Fernández (en) | Universidad de Chile | 16   |

Source.

## Bilan de la saison
| Championnat du Chili féminin de football 2022                             |                           |
| Champion                                                                  | Colo-Colo (14e titre)     |
| Dauphin                                                                   | Universidad de Chile      |
| Qualifications continentales                                              |                           |
| Copa Libertadores féminine 2023                                           | Colo-Colo                 |
| Copa Libertadores féminine 2023                                           | Universidad de Chile      |
| Promotions et relégations                                                 |                           |
| Promus en Championnat du Chili féminin de football                        | Coquimbo Unido            |
| Promus en Championnat du Chili féminin de football                        | Club de Deportes Cobresal |
| Relégués en Championnat du Chili féminin de football de deuxième division | La Serena                 |
| Relégués en Championnat du Chili féminin de football de deuxième division | Huachipato                |
| Relégués en Championnat du Chili féminin de football de deuxième division | Everton                   |